# Banepa
Banepa is een geslacht van vlinders van de familie grasmotten (Crambidae), uit de onderfamilie van de Acentropinae. De wetenschappelijke naam en de beschrijving van dit geslacht zijn voor het eerst gepubliceerd in 1888 door Frederic Moore .

## Soorten
- B. atkinsonii Moore, 1888
- B. colligalis Snellen, 1899